# Paloma Mairant

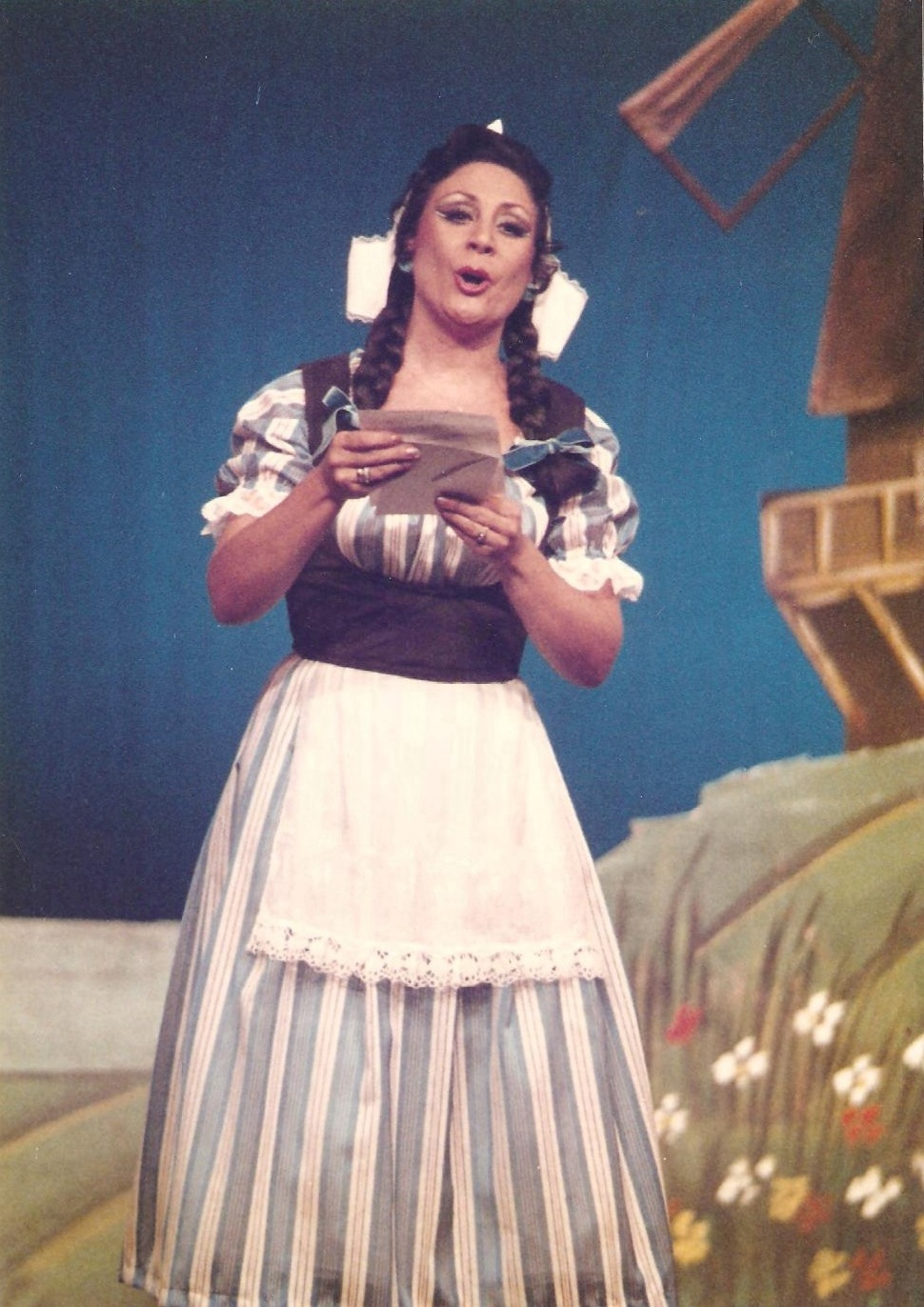
Paloma Mairant como Margarita en la romanza de "La carta", de la zarzuela Molinos de viento (Madrid, 1986).

Paloma Mairant (Madrid, 14 de marzo de 1942) es el nombre artístico de Paloma Mateo-Quirant Landete, tiple lírico-ligera española de zarzuela con una presencia en el género de más de 1000 representaciones y recitales en España y América entre 1976 y 1998.

## Comienzos
Vivió su primera etapa en la localidad de su padre, Novelda (Alicante), donde los melómanos, bajo la dirección musical del maestro Asterio Mira, solían realizar representaciones de zarzuela. Su padre, aficionado al teatro y al canto, y su madre, que tuvo en Madrid como complemento del bachiller el canto, el piano y el ballet, eran piezas clave en estas representaciones. Este ambiente y las retransmisiones radiofónicas de ópera y zarzuela fueron su primera formación artística. Como aficionada realiza su primera representación pública con "Ángela" de La tempestad en Villena (Alicante) con la Agrupación Ruperto Chapí. Durante unos años actúa con este cuadro artístico cantando a menudo La montería y La bruja, con la que obtienen el 1º Premio del VI Certamen de Torrelavega (Santander) en 1962.
Con el repentino fallecimiento de su padre en 1964, se traslada con su madre a Madrid donde se convierte en alumna de canto y, más tarde amiga, de Marimí del Pozo. Su debut profesional en el Teatro de la Zarzuela se produce en 1966 tras una audición con el maestro Federico Moreno Torroba y el bajo Joaquín Deus, entonces gerente del teatro, siendo contratada para cantar "Sagrario" de La rosa del azafrán junto a Vicente Sardinero. Sin embargo, ese año entra a trabajar en la compañía aérea Spantax y sus nuevas obligaciones profesionales le alejan por un tiempo de su carrera artística. Su regreso al teatro será en América, diez años más tarde. 

## Carrera artística
A finales de 1976 decide tomar una excedencia y aceptar un contrato para cantar tres meses en Venezuela con la Compañía de María Francisca Caballer. A su regreso de la gira, en 1977, es contratada por Antonio Amengual para formar parte, como tiple principal, de su Compañía Lírica Española, con la que trabaja por gran parte de la geografía española y donde traba una gran amistad con Ana María Amengual y Segundo García. En esta compañía debuta con Luisa Fernanda, a la que sigue Doña Francisquita, obra que le reportaría grandes satisfacciones. Protagonizando Katiuska trabajará bajo la batuta del propio autor en el podio de director musical, el cual le dejó escrito en la partitura tras una representación: “A Paloma Mairant, gran intérprete de esta obra. Pablo Sorozábal”. El repertorio realizado con esta compañía incluía también La Dogaresa y La fama del tartanero, con las que Antonio Amengual intentaba dar a conocer al público obras menos oídas y de gran calidad y que, sin embargo, fueron retiradas finalmente del cartel debido a la poca respuesta de los aficionados. También con los Amigos de la Zarzuela de Valladolid cantó Mairant obras entonces inusuales como Jugar con fuego. Para poder centrarse más en el canto y poder atender más demanda de producciones de zarzuela abandona su trabajo en Spantax en 1982; dos meses después se casa con el tenor cómico Segundo García.
A partir de 1984 deja la compañía de Antonio Amengual y comienza a trabajar con las de Evelio Esteve y Miguel de Alonso, además de continuar con sus conciertos de recitales líricos. Con la compañía de Miguel Alonso se convierte en cantante habitual de la “Semana Lírica de Córdoba”. En esta ciudad es especialmente apreciada y es de destacar su ingreso, en 1990, como miembro en la Real Academia de las Bellas Artes y Nobles Letras de Córdoba. En 1992 tendrá lugar su segunda gira americana, esta vez dos semanas en México. 
Su despedida de la profesión tiene lugar el 20 de febrero de 1998 participando en el 40.º Aniversario de los Amigos de la Zarzuela, de Valladolid, donde recibe la medalla de la asociación. Sin embargo, el 12 de enero de 2000 volverá a subir por última vez al escenario para colaborar en un homenaje dedicado a su amiga Marisol Lacalle, artista también del mundo de la zarzuela que había fallecido un año antes.

## Perfil profesional
Cantante y actriz perfeccionista, Paloma Mairant representó numerosos papeles líricos de zarzuela por gran parte de la geografía española sin agotar una continua curiosidad por el contexto de cada obra y de la acción del personaje que en ella encarnaba. Se caracterizaba profesionalmente por su solidez vocal, musicalidad y eficacia dramática.

## Repertorio habitual
- Francisco Alonso: La calesera.
- Emilio Arrieta: Marina.
- Francisco Asenjo Barbieri: Jugar con fuego.
- Tomás Bretón: La verbena de la Paloma.
- Ruperto Chapí: La bruja, La tempestad.
- Fernando Díaz Giles: El cantar del arriero.
- Jacinto Guerrero: La alsaciana, La fama del tartanero, El huésped del sevillano, La montería y La rosa del azafrán.
- Jesús Guridi: El caserío.
- Pablo Luna: El asombro de Damasco, Molinos de viento.
- Vicente Lleó: La corte de Faraón.
- Rafael Millán: La Dogaresa.
- Federico Moreno Torroba: La chulapona, Luisa Fernanda.
- José Serrano: La canción del olvido.
- Pablo Sorozábal: Katiuska, La del manojo de rosas, La tabernera del puerto.
- Amadeo Vives: Bohemios, Doña Francisquita.

## Distinciones
- Miembro de la Real Academia de las Bellas Artes y Nobles Letras de Córdoba, 1990.
- Medalla de la Asociación de los Amigos de la Zarzuela, Valladolid 1998.
- Premio Lírico Félix Arroyo a toda una carrera, Valladolid 2007.